# Shiira
Shiira (シイラ) était un navigateur web open source sous la licence BSD pour le système d'exploitation Mac OS X.
Selon son site web, l'objectif de Shiira est de « créer un navigateur qui est meilleur et plus utile que Safari ». Il utilise Webkit (issu de Safari) comme moteur de rendu  et de script. Le projet, japonais, était mené par mkino et est désormais abandonné.

## Fonctionnalités et performance
Comme le navigateur est développé avec Safari à l'esprit, les principales caractéristiques des deux navigateurs sont similaires. Par exemple, Shiira emploie les options de navigation privée pour effacer automatiquement l'historique et les cookies lorsqu'elle est sélectionnée. Cependant, Shiira a de nombreuses fonctions de Safari améliorées pour lui donner son aspect propre.  Les moteurs de recherche du champ de recherche dans la barre d'outils sont totalement personnalisables, et la navigation par onglets est très souple, afin de permettre aux utilisateurs, par exemple, de sélectionner une option pour recharger les onglets lorsqu'ils sont cliqués. On peut également les afficher dans un "PageDock", qui les affiche sous forme de vignettes. Shiira tire aussi profit de la programmation à l'aide de Cocoa en fournissant aux utilisateurs une interface très "Mac-like". Il regroupe dans une "Étagère", les signets (qui s'ouvrent avec un ou deux clics selon un réglage dans les préférences), l'historique, les téléchargements, un garde page pour accéder à une myriade de liens en surfant sur d'autres sites, et un lecteur RSS. Ces éléments peuvent aussi être affichés dans des fenêtres semi-transparentes de couleur noires. Shiira supporte nativement la visualisation de documents PDF directement dans le navigateur. Le navigateur est comparable en stabilité et en vitesse à Safari, en faisant l'un des navigateurs le plus fonctionnel et les plus rapides pour l'utilisateur parmi les autres navigateurs de Mac OS X. De plus, sa cadence de sortie en 2005 était rapide, rendant les utilisateurs plein d'espoir pour la continuation de son développement.

## Style
Parmi les dispositifs attrayants de Shiira, il y a beaucoup d'options pour l'apparence.  Il est possible de changer l'apparence pour le style Aqua ou Métal. Les onglets sont personnalisables aussi bien en apparence que dans le choix de quel onglet vient en avant après la fermeture d'un autre onglet. Des jeux d'icônes supplémentaires sont fournis avec le téléchargement initial. Une autre option visuelle attractive est "Tab Exposé", qui agit à peu près comme la fonction Exposé de Mac OS X : chaque onglet est visible dans sa totalité, permettant aux utilisateurs de choisir avec facilité dans quel onglet ils veulent naviguer. Enfin, Shiira a un effet de transition de page, qui crée un aspect de page qui tourne durant la navigation en deux pages web.

## Nom et logo
Shiira est le mot japonais désignant le coryphène. L'icône de l'application représente un coryphène flottant sur une bulle d'eau.